# Days of Heaven
Days of Heaven é um filme norte-americano de 1978 escrito e dirigido por Terrence Malick e estrelado por Richard Gere, Brooke Adams, Sam Shepard e Linda Manz. Passando-se no início do século XX, conta a história de dois amantes, Bill e Abby, enquanto viajam até o Panhandle do Texas para trabalhar nos campos de trigo de um rico fazendeiro. Bill encoraja Abby a se casar com o agonizante fazendeiro para ficar com sua fortuna, criando um triângulo amoroso instável e iniciando uma série de infelizes eventos.
Days of Heaven foi filmado em Alberta, Canadá, na segunda metade de 1976 com um orçamento de três milhões de dólares e pouco planejamento. Malick e o diretor de fotografia Néstor Almendros usaram praticamente iluminação natural e decidiam no dia o que seria filmado, enfurecendo parte da equipe não acostumada a trabalhar dessa maneira. O estilo de direção de Malick também insatifez o elenco e a equipe, com ele sendo descrito como distante e inseguro. As filmagens acabaram atrasando muito a ponto de Almendros ter de sair e ser substituído por Haskell Wexler. Além disso, Malick demorou três anos para editar o filme, lutando para encontrar um ritmo e escolher cenas. Isso foi eventualmente resolvido quando foi adicionada a narração da personagem de Manz. 
O filme não foi bem recebido à época de seu lançamento original, com muitos críticos achando que o único ponto digno de elogios era suas imagens. Days of Heaven não foi um sucesso comercial, mas mesmo assim foi indicado a quatro Oscars, vencendo na categoria de Melhor Fotografia, e o próprio Malick venceu o Prêmio de Melhor Diretor no Festival de Cannes. Apesar da recepção inicial pouco favorável, desde então o longa se tornou um dos filmes mais aclamados de todos os tempos, reverenciado particularmente pela beleza de sua fotografia. Em 2007, Days of Heaven foi selecionado para preservação pelo National Film Registry da Biblioteca do Congresso dos Estados Unidos por ser "culturalmente, historicamente ou esteticamente significante".

## Enredo
Em 1916, Bill, um trabalhador de Chicago, mata o chefe da aciaria em que trabalha e foge para o Panhandle do Texas com sua namorada, Abby, e sua irmã mais nova, Linda. Para evitar fofocas, Bill e Abby fingem serem irmãos. Os três são contratados em um grupo sazonal para trabalhar nos campos de trigo de um rico e tímido fazendeiro. O Fazendeiro descobre estar morrendo de uma doença não identificada. Quando apaixona-se por Abby, Bill encoraja sua namorada a casar-se com o Fazendeiro para herdar o dinheiro. Eles se casam e Bill fica na fazenda como o "irmão" de Abby. O feitor do Fazendeiro começa a suspeitar de alguma trama enquanto a saúde do Fazendeiro permanece estável, frustrando os planos de Bill. Eventualmente, o fazendeiro descobre a verdadeira relação de Bill e Abby. Ao mesmo tempo, Abby começa a apaixonar-se verdadeiramente por seu marido. Depois de uma infestação de gafanhotos e um incêndio terem destruído as plantações, o Fazendeiro persegue Bill com uma arma, porém Bill consegue matá-lo. Em seguida ele foge com Abby e Linda. O feitor e a polícia os perseguem, eventualmente matando Bill. Abby deixa Linda em um internato e vai embora sozinha, porém a menina acaba fugindo junto com uma amiga.

## Elenco
- Richard Gere como Bill, um trabalhador pobre que foge para o Texas junto com sua namorada e irmã depois de acidentalmente matar seu chefe. Ele vai trabalhar em uma fazenda na colheita de trigo e descobre que o Fazendeiro está apaixonado por Abby e morrendo de alguma doença, vendo essa situação como uma boa chance de conseguir enriquecer facilmente e subir na vida.
- Brooke Adams como Abby, a namorada de Bill. Ela foge junto com Bill e vai trabalhar na fazenda inicialmente recolhendo o trigo cortado, porém sua beleza chama a atenção do Fazendeiro, que a pede em casamento. Ela aceita depois de ser incentivada por Bill.
- Sam Shepard como o Fazendeiro, um homem tímido, solitário e dono de uma enorme fazenda de trigo que descobre estar doente e com apenas um ano de vida. Ele se apaixona por Abby e a pede em casamento para poder viver seus últimos dias feliz.
- Linda Manz como Linda, a jovem irmã de Bill. Ela vai para o Texas junto com o irmão e passa a realizar pequenos trabalhos na fazenda, como procurar gafanhotos nas plantações, enquanto observa todos os eventos e situações ao redor.
- Robert J. Wilke como Feitor do Fazendeiro, o homem responsável por cuidar dos trabalhadores da fazenda. Ele é a pessoa mais próxima do Fazendeiro e desconfia desde o início das intenções de Bill e Abby com seu empregador.
- Jackie Shultis como Amiga de Linda, uma garota que Linda conhece e fica amiga na plantação, e que mais tarde a ajuda escapar do internato.
- Stuart Margolin como Feitor da aciaria, o chefe de Bill em Chicago. Os dois homens acabam discutindo e ele morre acidentalmente ao levar uma pancada na cabeça.
- Timothy Scott como Trabalhador da plantação, um homem que Bill acaba se desentendendo por insunuar que ele e Abby são na verdade amantes.
- Gene Bell como Dançarina, uma dançarina do ventre que acompanha o grupo de vaudeviles em sua estadia na fazenda.
- Richard Libertini como Vaudevile, um artista que passa algum tempo vivendo na fazenda entretendo o Fazendeiro, Bill, Abby e Linda.
- Doug Kershaw como Violinista, um trabalhador da fazenda que também toca violino durante as festas.

## Produção

### Desenvolvimento
O produtor Jacob Brackman apresentou em 1975 o também produtor Bert Schneider ao diretor Terrence Malick. Os dois viajaram para Cuba e conversaram sobre a possibilidade de fazerem um filme juntos. Schneider concordou em produzir a obra e Malick tentou, sem sucesso, conseguir John Travolta, Dustin Hoffman ou Al Pacino para interpretar Bill. O produtor e o diretor acabaram escolhendo Richard Gere, o dramaturgo Sam Shepard e Brooke Adams para os papéis principais.
Barry Diller, o então presidente da Paramount Pictures, concordou em financiar e distribuir Days of Heaven porque queria Schneider produzindo filmes para o estúdio. Na época, a Paramount estava seguindo um novo rumo: novos chefes de produção, com passado na televisão, estavam sendo contratados e, de acordo com Richard Sylbert, estavam "[manufaturando] produtos mirados nos seus joelhos". Apesar da mudança, Schneider conseguiu fazer um acordo com o estúdio ao garantir o orçamento e assumindo responsabilidade total por todos os excedentes. "Esses eram os tipos de acordo que eu adorava fazer", disse Schneider, "porque assim eu poderia ter o corte final e não ter que falar com ninguém sobre o por quê de usarmos esta pessoa e não aquela".
Malick admirava o trabalho realizado pelo diretor de fotografia Néstor Almendros no filme L'Enfant Sauvage e o convidou para filmar Days of Heaven. Almendros ficou impressionado pelo conhecimento de Malick sobre fotografia e seu desejo de usar pouca iluminação artificial. Os dois moldaram a fotografia do filme baseados em filmes mudos, que frequentemente usavam luzes naturais. Eles também se inspiraram em fotodocumentários da virada do século e em obras de pintores como Johannes Vermeer, Edward Hopper e Andrew Wyeth.

### Filmagens
| “ | Nesse período não havia eletricidade. Foi antes da eletricidade ser inventada e consequentemente havia menos luz. Filmes de época deveriam ter menos luz. Em um filme de época a luz deve vir das janelas, porque era assim que as pessoas viviam. —Néstor Almendros, sobre a época em que o filme se passa e a luz | ” |

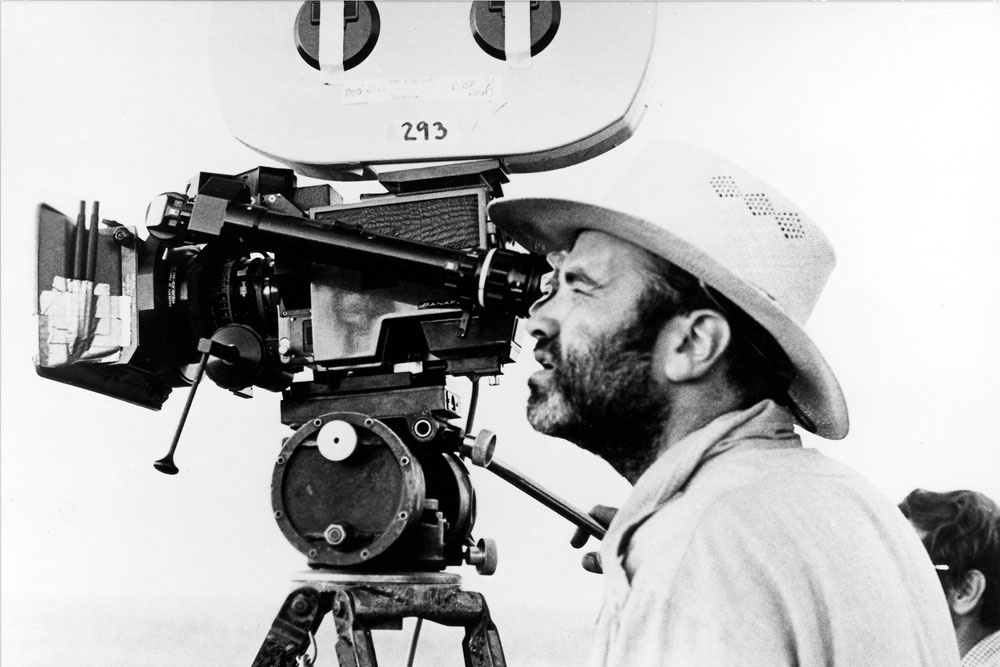
Malick durante as filmagens de Days of Heaven.

As filmagens começaram na segunda metade de 1976. Apesar do filme se passar no Texas, ele foi filmado em Whiskey Gap, uma cidade-fantasma localizada na pradaria de Alberta, Canadá. A cena final foi gravada no Heritage Park Historical Village em Calgary. O diretor de arte Jack Fisk projetou e construiu com madeira compensada a mansão do Fazendeiro e as casas dos trabalhadores nos campos de trigo. A mansão não era apenas uma fachada, como é costume em outras produções, mas sim uma residência autêntica dentro e fora e pintada com cores da época: marrom, mogno e madeiras escuras para o interior. A figurinista Patricia Norris desenhou e fabricou roupas da época a partir de tecidos usados e vestes velhas para evitar uma aparência artificial.
De acordo com Almendros, a produção não foi "rigidamente preparada", permitindo muita improvisação. As chamadas diárias não eram muito detalhadas e o cronograma mudava para se adequar ao clima. Isso enfureceu alguns membros da equipe de produção que não estavam acostumados a trabalhar de modo tão espontâneo. A maior parte da equipe estava acostumada a um "estilo lustroso de fotografia" e se frustraram porque o diretor de fotografia não lhes dava muito para fazer. Diariamente, ele pediria para a equipe desligar as luzes que haviam sido preparadas. Alguns membros da equipe disseram que Almendros e Malick não tinham a menor ideia do que estavam fazendo; a tensão fez com que muitos deixassem a produção. Malick não estava se importando com a insatisfação da equipe e, após ver alguns copiões, apoiou ainda mais o trabalho de seu cinematógrafo, tirou mais luzes e deixou a imagem nua.
Almendros não tinha permissão de operar a câmera por regulamentos de sindicato. Junto com Malick, ele planejaria e ensaiaria os movimentos com os atores e durante a gravação ficaria ao lado da câmera dando instruções ao operador. O diretor de fotografia estava gradualmente perdendo sua visão; para avaliar o que precisava ser feito, "ele faria com que um de seus assistentes tirasse uma foto polaroid da cena, e então a examinaria com lentes de aumento". De acordo com Almendros, Malick queria "um filme bem visual. A história seria contada pelos visuais. Poucas pessoas queriam dar tanta prioridade à imagem. Geralmente o diretor dá prioridade aos atores e a história, mas aqui a história seria contada pelas imagens".

Muitas cenas foram filmadas no início da manhã e fim da tarde, período chamado de "hora mágica", com o objetivo de alcançar uma qualidade mágica na estrutura e apresentação visual do filme.

Muito do filme foi filmado durante a "hora mágica", que Almendros chamou de "um eufemismo, porque não é uma hora, mas sim 25 minutos no máximo. É o momento quando o sol se põe, após o sol se pôr e antes da noite. O céu tem luz, mas não há sol. A luz é bem suave, e há algo de mágico nisso. Nos limitava a por volta de vinte minutos por dia, mas valia a pena. Deu um visual mágico, uma beleza e romantismo". A luz era importantíssima para as filmagens e ajudava a evocar uma pictórica qualidade nas paisagens do filme. Filmava-se sempre que o céu estava nublado já que era possível simular o hora mágica apenas através da correção de cor. Muitas cenas foram filmadas no período da tarde ou após o pôr do sol, com o céu criando uma silhueta nos rostos dos atores, algo que seria difícil de recriar em outro momento. Cenas interiores foram filmadas com luzes artificiais; por o sol estar em constante movimento, era necessário manter uma continuidade.
Para a sequência dos gafanhotos voando para o céu, a equipe jogou cascas de amendoim de helicópteros. Os atores tinham de andar para trás enquanto a película era passada ao contrário pela câmera. Quando as imagens eram projetadas, tudo se movia para frente com a exceção dos gafanhotos. Para os planos fechados, centenas de gafanhotos foram capturados e fornecidos pelo Departamento de Agricultura Canadense.
Apesar de Malick ter ficado satisfeito com a fotografia, o resto da produção enfrentou problemas. Os atores e a equipe achavam o diretor uma pessoa distante. Ele ficou muito insatisfeito com as duas primeiras semanas de filmagem, então "decidiu jogar fora o roteiro, ir Liev Tolstói ao invés de Fiódor Dostoiévski, amplo ao invés de profundo [e] filmar milhas de filme na esperança de resolver os problemas na sala de edição". Além disso, as máquinas de colheita quebravam constantemente, atrasando as filmagens e permitindo apenas um curto espaço de tempo antes de ficar muito escuro. Certo dia, dois helicópteros estavam agendados para soltar as cascas de amendoim para a cena dos gafanhotos; entretanto, Malick decidiu gravar carros de época, mantendo os helicópteros no chão a um grande custo. A produção começou a se atrasar, com os gastos excedendo o orçamento, fazendo com que Schneider hipotecasse sua casa para arcar com os estouros.
O filme atrasou tanto que Almendros e o operador de câmera John Bailey tiveram de ir embora por terem se comprometido a trabalhar em L'Homme qui Aimait les Femmes, de François Truffaut. Almendros pediu para o amigo Haskell Wexler completar Days of Heaven. Eles trabalharam juntos por uma semana para que Wexler se familiarizasse com o estilo visual. Ele teve cuidado para combinar suas imagens com o trabalho de Almendros, porém fez algumas exceções. "Fiz alguns planos com uma câmera Panaflex na mão", disse, "[para] a abertura do filme na aciaria, usei alguma difusão. Néstor não usou difusão. Me senti culpado por usar difusão e ter violado o trabalho de outro câmera". Apesar de Almendros ter trabalhado no filme por 35 dias e Wexler por 19, metade das cenas que entraram no corte final foram filmadas por Wexler, porém, para seu desgosto, ele apenas recebeu o crédito de "fotografia adicional". Isso impediu que ele fosse indicado ao Oscar por Days of Heaven. Wexler depois enviou uma carta ao crítico Roger Ebert, "em que descrevia estar sentando num cinema com um cronômetro para provar que metade das imagens" eram dele.

### Pós-produção
O processo de edição durou três anos. Malick teve dificuldades em moldar o filme e fazer com que as peças individuais funcionassem juntas de forma coesa. Schneider mostrou algumas imagens para o diretor Richard Brooks, que estava considerando Richard Gere para um papel em Looking for Mr. Goodbar. De acordo com Schneider, o processo de edição de Days of Heaven demorou tanto que "Brooks escalou Gere, filmou, editou e lançou [Looking for Mr. Goodbar] enquanto Malick ainda estava editando". Um grande avanço ocorreu quando o diretor experimentou narrações da personagem de Linda Manz, similar ao que havia feito com a personagem de Sissy Spacek em Badlands. De acordo com o editor Billy Weber, Malick tirou muito dos diálogos para colocar a narração, servindo de comentário oblíquo para a história.
A maior parte da narração foi improvisada. Weber e Malick mostravam uma cena para Manz e pediam para ela contar o que havia acontecido naquele momento. A narração da sequência do trem foi tirada de uma história apocalíptica que a atriz estava lendo no dia anterior. Manz teve dificuldades para se lembrar de falas ou dos nomes de certas pessoas, chamando os atores por seus nomes reais. No total, a atriz gravou sessenta horas de narração, porém apenas quinze minutos entraram no filme.
Malick teve de chamar os atores em Los Angeles, Califórnia, após um ano para filmar inserções necessárias que não haviam sido gravadas em Alberta. O filme final possui closes de Sam Shepard que foram feitos em baixo de um viaduto. O plano debaixo d'água do rosto de Gere no rio após seu personagem ser baleado foi filmado em um grande aquário na casa de Spacek. Enquanto isso, Schneider ficou bem desapontado com Malick. Ele confrontou o diretor inúmeras vezes sobre os prazos não cumpridos e as promessas quebradas. Por outros estouros no orçamento, Malick, contra sua própria vontade, teve de pedir mais dinheiro a Paramount. Ele exibiu um demo de Days of Heaven para os executivos, deixando todos impressionados a ponto de conseguir "um bom acordo no estúdio, carta branca, essencialmente". Malick não conseguiu capitalizar do acordo. Ele ficou tão exausto que se mudou para Paris junto com sua namorada depois do fim da produção; ele tentou desenvolver outro projeto na Paramount, porém o abandonou. Malick só voltaria a fazer um novo filme em 1998, vinte anos depois, com The Thin Red Line.

### Música
A trilha sonora de Days of Heaven foi composta pelo italiano Ennio Morricone. Weber e Malick enviaram uma cópia do filme com a trilha de 1900 ao compositor e ele concordou em assumir o trabalho. O diretor então foi para a Itália conversar com Morricone sobre sua visão para a música do filme. Morricone lembra do processo como "exigente", dizendo "[Malick] não me conhecia bem, então fez sugestões e, em alguns casos, deu soluções. Isso me incomodou um pouco porque ele diria: 'Isto aqui ... tente com três flautas'. Algo impossível! Então, para levantar seu ânimo, eu faria com três flautas e ele acabaria decidindo usar minha versão. A dele era impossível senão eu mesmo teria escrito. E mais picuinhas como aquela significavam que ele era bem atencioso e cuidadoso sobre a música".
Morricone compôs três temas para Days of Heaven: um tema principal, que intencionalmente faz referência a "Aquarium", sétimo movimento de Le Carnaval des Animaux de Camille Saint-Saëns, que serve como música dos créditos principais; uma "melodia pastoral" para ser tocada por uma flauta, e um tema de amor. Morricone compôs as faixas da trilha para serem usadas em cenas específicas, porém antes de Malick voltar para os Estados Unidos ele permitiu que diretor colocasse a música em qualquer lugar no filme. A única exceção foi a faixa "The Fire", que o compositor insistiu para ser deixada na cena do incêndio e infestação de gafanhotos.
Um álbum com a trilha sonora foi lançado em 1978 pela Pacific Arts Records and Tapes, contendo os principais temas de Morricone da forma que ele havia originalmente escrito e algumas músicas não usadas. Em 2011, a Film Score Monthly lançou uma edição especial em 2 CDs da trilha, remasterizada a partir das fitas originais. A primeira parte do primeiro CD contém o álbum original de 1978, enquanto que a segunda parte apresenta as porções da trilha usadas no filme; o segundo CD contém a maioria das faixas originais gravadas por Morricone.

## Repercussão
Days of Heaven estreou nos cinemas da América do Norte em 13 de setembro de 1978. No ano seguinte, ele foi exibido no Festival de Cannes. Tecnicamente, o filme foi um fracasso comercial, arrecadando apenas US$ 3.660.880 de seu orçamento de US$ 3 milhões.

### Análise de crítica
A resposta da crítica inicialmente variou. Muitos elogiaram a beleza visual do filme, porém acharam que a história era muito fraca. Dave Kehr do Chicago Reader deu uma resenha positiva, escrevendo: "O incrivelmente rico segundo filme de Terrence Malick é uma história sobre vidas humanas tocadas pelo divino, contada com pressa em imagens deslumbrantes e precisas. A fotografia de Néstor Almendros é tão afiada e vívida quanto a elíptica e enigmática narrativa de Malick. O resultado é um filme que paira além de nossa compreensão – misterioso, lindo e, possivelmente, uma obra prima". Gene Siskel do Chicago Tribune, escreveu que o filme "realmente põe à prova o poder de descrição de um crítico ... Alguns críticos reclamaram que a história de Days of Heaven é muito trivial. Suponho que seja, mas, francamente, você não pensa nisso enquanto o filme está passando". Frank Rich da revista TIME escreveu: "Days of Heaven é exuberante com imagens brilhantes". A publicação acabaria por escolhê-lo como um dos melhores filmes de 1978.
Dentre seus detratores, Harold C. Schonberg do The New York Times escreveu: "Days of Heaven nunca realmente decide-se sobre o que quer ser. Acaba sendo algo entre um pastoral do Texas e Cavalleria Rusticana. Por de trás do enredo basicamente convencional está todos os tipos de técnicas extravagantes do cinema". Monica Eng, do Chicago Tribune, também criticou a falta de um enredo forte afirmando que "a história fica em segundo plano para os visuais". James Berardinelli concordou com Schonberg e Eng, afirmando que apesar de não ser manipulativo ou sentimental, Days of Heaven não é envolvente e acaba reduzido a apenas "muitas imagens bonitas". Respondendo às críticas negativas, Roger Ebert do Chicago Sun-Times escreveu:
| “ | Days of Heaven de Terrence Malick foi elogiado por suas imagens pictóricas e trilha evocativa, porém criticado por suas emoções mudas: apesar das paixões entrarem em erupção em um triângulo amoroso mortal, todas as emoções são mantidas a distância. Esta observação é bem verdadeira, se você pensar apenas nas ações dos adultos na história. Porém, assistindo a este filme de 1978 recentemente, fiquei impressionado mais do que nunca com a convicção que esta é a história de uma menina adolescente, contada por ela e seu sujeito é o modo como a esperança e alegria foram abatidas em seu coração. Não sentimos a total paixão dos adultos porque não é sua paixão: é visto de longe, enquanto fenômeno, como o clima ou a praga de gafanhotos que sinaliza o começo do fim. | ” |

Days of Heaven foi reavaliado nos anos após seu lançamento e é atualmente considerado uma realização cinematográfica pioneira, particularmente reverenciado pela beleza de suas imagens, sendo frequentemente citado como um dos mais belos filmes já produzidos. Ebert o adicionou em 1997 a sua lista de "Grandes Filmes", descrevendo-o como "um dos filmes mais lindos já feitos". A Variety o chamou de "uma das maiores realizações cinematográficas dos anos 1970", e Richard Corliss da TIME o colocou em sua lista dos melhores filmes da história. Já Nick Schager da Slant Magazine foi além, o elegendo como "o melhor filme já feito". Days of Heaven foi selecionado em  2007 para preservação no National Film Registry da Biblioteca do Congresso dos Estados Unidos por ser "culturalmente, historicamente ou esteticamente significante".

### Prêmios
Days of Heaven venceu o Oscar de Melhor Fotografia para Néstor Almendros, também sendo indicado nas categorias de Melhor Figurino (Patricia Norris), Melhor Trilha Sonora Original (Ennio Morricone) e Melhor Som (John Wilkinson, Robert W. Glass, Jr., John T. Reitz e Barry Thomas). No Festival de Cannes de 1979, o filme foi indicado a Palma de Ouro e Malick venceu o Prix de la Mise en Scène por sua direção, a primeira vez que um diretor norte-americano vencia o prêmio desde 1955. No Golden Globe Awards do mesmo ano, Days of Heaven foi indicado nas categorias de Melhor Filme – Drama e Melhor Diretor (Malick). No BAFTA em 1980, o filme venceu o prêmio de Melhor Música, entregue a Ennio Morricone.